# شهرستان زادونسکی
شهرستان زادونسکی (به لاتین: Zadonsky District) یک شهرستان در روسیه است که در استان لیپتسک واقع شده‌است.